# Sandbach
Sandbach – miasto w Wielkiej Brytanii, w Anglii, w hrabstwie Cheshire. W 2001 roku miasto to zamieszkiwało 17 630 osób.